# 圖倫巴鎮

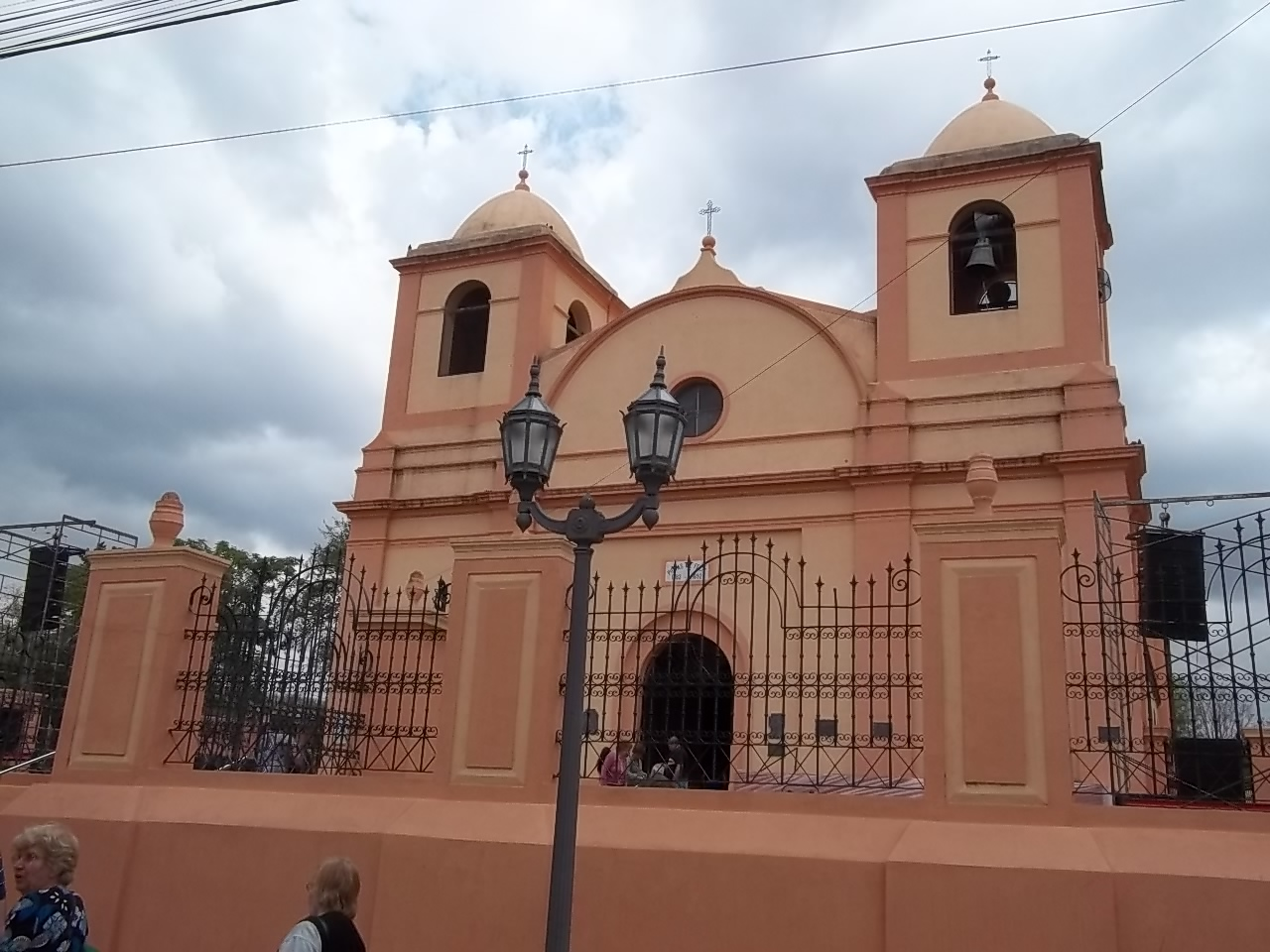
圖倫巴鎮

30°24′S 64°7′W / 30.400°S 64.117°W
圖倫巴鎮（西班牙語：Villa Tulumba），是阿根廷的城鎮，位於該國中部科爾多瓦省，是圖倫巴縣的首府，距離科爾多瓦150公里，海拔高度688米，該地區的地震活動頻繁和低強度，2010年人口1,474。